# روي سنكلير
روي سنكلير (بالإنجليزية: Roy Sinclair)‏ (10 ديسمبر 1944 بليفربول في المملكة المتحدة - 12 يناير 2013) هو لاعب كرة قدم بريطاني في مركز الوسط. لعب مع نادي ترانمير روفرز لكرة القدم ونادي واتفورد ونادي تشستر سيتي وديترويت إكسبرس ‏ وDenver Dynamos ‏ وكليفلاند كوبراز ‏ وكليفلاند فورس ‏ وColumbus Magic ‏ وPhiladelphia Fever (MISL) ‏ وTacoma Tides ‏ وسياتل ساوندرز.

## وصلات خارجية
- روي سنكلير على موقع قاعدة بيانات كرة القدم.إي يو (الإنجليزية)